# Vegard Haukø Sklett
Vegard Haukø Sklett (né le 10 février 1986) est un sauteur à ski norvégien.

## Carrière
Il débute en Coupe du monde, en janvier 2009 à Sapporo au Japon et marque ses premiers points. Il effectue sa meilleure saison en 2011-2012, où il gagne deux concours avec l'équipe norvégienne à Harrachov, puis Willingen et obtient une 4e place individuelle à Sapporo. Plus en activité depuis 2013, il annonce sa retraite sportive en 2015.

## Palmarès

### Coupe du monde
- Meilleur classement général : 16e en 2012.
- Meilleur résultat individuel : 4e.
- 2 podiums par équipe dont 2 victoires.

#### Différents classements en Coupe du monde
| Année     | Classement général final |
| 2008-2009 | 40e                      |
| 2009-2010 | 69e                      |
| 2010-2011 | 55e                      |
| 2011-2012 | 16e                      |